# Жездинська селищна адміністрація
Жезди́нська селищна адміністрація (каз. Жезді кенттік әкімдігі, рос. Жездинская поселковая администрация) — адміністративна одиниця у складі Улитауського району Улитауської області Казахстану. Адміністративний центр — селище Жезди.
Населення — 2133 особи (2021; 2645 у 2009, 4729 у 1999, 8194 у 1989).
Станом на 1989 рік існувала Джездинська селищна рада (смт Джезди), село Орнек перебувало у складі Кіровської сільської ради ліквідованого Джездинського району.

## Склад
До складу округу входять такі населені пункти:
| Населений пункт | Населення, осіб (1989) | Населення, осіб (1999) | Населення, осіб (2009) | Населення, осіб (2021) |
| --------------- | ---------------------- | ---------------------- | ---------------------- | ---------------------- |
| Жезди, селище   | 8067                   | 4680                   | 2624                   | 2114                   |
| Орнек, село     | 127                    | 49                     | 21                     | 19                     |